# Fatinha
Maria de Fátima Pereira Oliveira, conhecida como Fatinha (Duque de Caxias, 11 de Maio de 1962), é uma jornalista e política brasileira, filiada ao SD.

## Biografia
Filha adotiva de Olavo Pereira, ajudante de pedreiro, e de Sebastiana Maria Pereira, lavadeira, nasceu no bairro de Bom Retiro em Duque de Caxias; graças a uma bolsa de estudo cursou jornalismo e na cidade natal ingressou na política, elegendo-se vereadora por dois mandatos.
Seu esposo é Carlos Felinto, administrador e fotógrafo, com quem teve três filhos: Juliana, Heliomar e Leonardo (já falecido).

## Vida pública
Elegeu-se vereadora em 2008 e 2012, obtendo 5.345 e 4.315 votos respectivamente.
Ocupou o cargo de Deputada Estadual em 2014, como suplente, no lugar do deputado Pedro Fernandes Neto que à época assumiu a chefia da Secretaria Municipal de Assistência Social e Direitos Humanos (SMASDH) do município do Rio de Janeiro.
Em 2014, após denúncia do MP-RJ, teve seu nome citado no fechamento de um centro social de fisioterapia no bairro Santa Lúcia, em Duque de Caxias. No local teria sido encontrado vasto material de campanha dela e do deputado federal Rodrigo Bethlem (MDB).
Em 17 de novembro de 2017, votou pela revogação da prisão dos deputados Jorge Picciani, Paulo Melo e Edson Albertassi, denunciados na Operação Cadeia Velha, acusados de integrar esquema criminoso que contava com a participação de agentes públicos dos poderes Executivo e do Legislativo, inclusive do Tribunal de Contas, e de grandes empresários da construção civil e do setor de transporte.
Tendo sido cassada pelo TRE do Rio de Janeiro em razão do pleito de 2014, a decisão a tornaria inelegível para o pleito de 2018, no qual ela sagrou-se novamente suplente de deputado estadual; a decisão do TRE, entretanto, foi anulada pelo Tribunal Superior Eleitoral em novembro deste ano de 2018, pela maioria de seus membros que entenderam não haver provas de uso da instituição filantrópica para fins eleitorais, sendo vencidos a presidenta do Tribunal Rosa Weber e Edson Fachin, que votaram pela cassação; em seu voto o ministro Luís Roberto Barroso lembrou jurisprudência onde “o exercício de atividade de filantropia por associação sem fins lucrativos não configura, por si só, abuso de poder político e econômico, sendo imprescindível a demonstração do caráter eleitoral da conduta para sua configuração”; mesmo o nome da instituição fazendo remissão à candidata – "Centro Social Nossa Senhora de Fátima / Cas-Fátima" – e sua proximidade com seu comitê, no entendimento do ministro Og Fernandes, não constituem por si prova de abuso sem outros elementos que o corrobore; as provas indicadas nos autos falam da distribuição de itens até o ano de 2010 o que, também, foi considerado como não referente à eleição de 2014, que se pretendia atacar.